# Dwór w Krosnowicach
Dwór w Krosnowicach (niem. Schloss Rengersdorf) – wybudowany w XVI-XVII w. w Krosnowicach Dolnych (niem. Nieder-Rengersdorf).
Położony w Polsce, w województwie dolnośląskim, w powiecie kłodzkim, w gminie Kłodzko.
Dwupiętrowy, renesansowy dwór, wzniesiony na planie prostokąta, kryty wysokim dachem czterospadowym z wolim okiem od frontu.